# سبک کیک عروسی

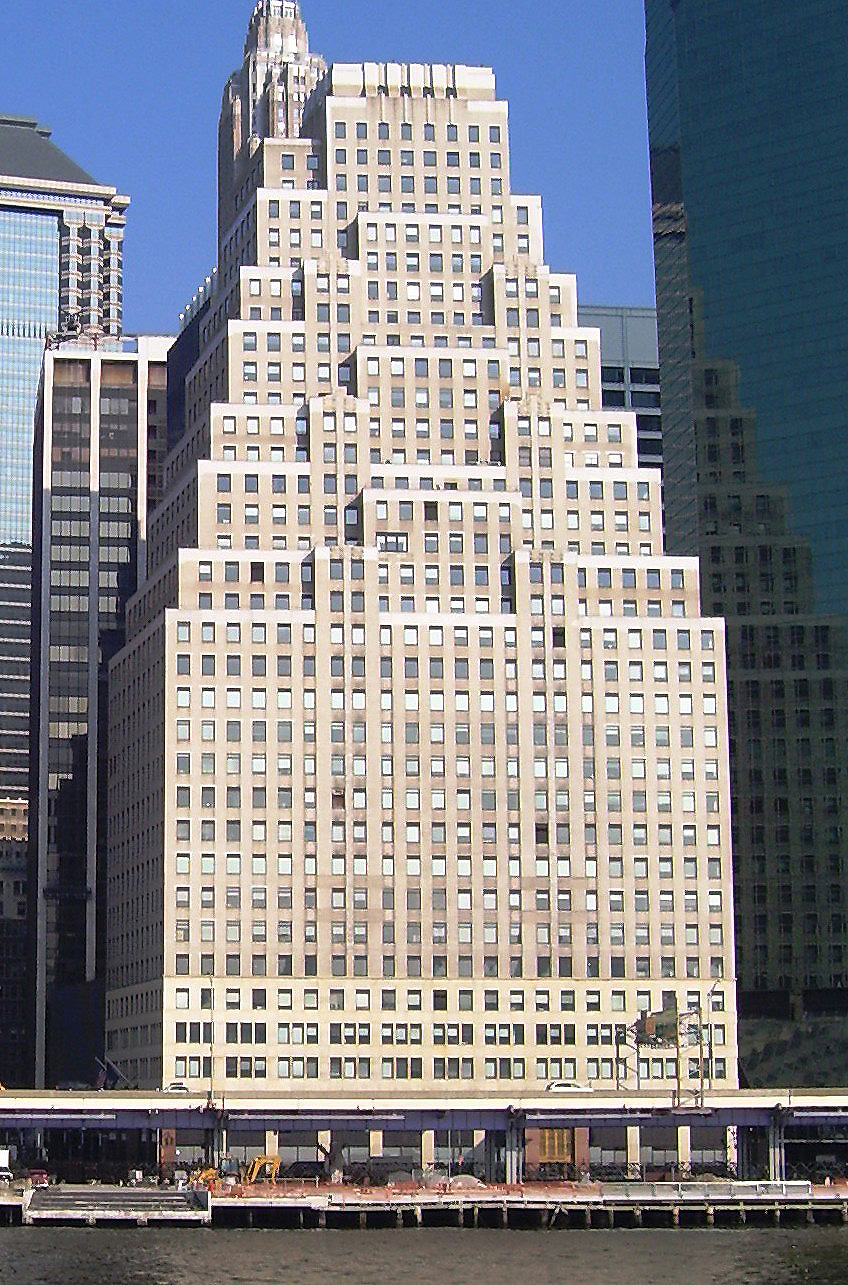
آسمان خراش ۱۲۰ وال استریت در نیویورک که در سال ۱۹۳۰ ساخته شده، نمونه ای از معماری کیک عروسی است.

اصطلاح سبک کیک عروسی در معماری اشاره‌ای غیررسمی به ساختمانهایی چند طبقه است که هر کدام از طبقات از طبقه زیرین خود کوچک‌تر است و در نتیجه این طبقات به شکل کیک عروسی می‌آیند. ممکن است این اصطلاح برای اشاره به ساختمانهایی که تزئینات غنی دارند نیز استفاده شود.
- در ایتالیا، بنای یادبود ویتوریو امانوئل دوم به سبک کیک عروسی طراحی شده‌است.
- در بریتانیا سبک کیک عروسی توسط سر کریستوفر رن پایه‌گذاری شد، کلیسای جامع سنت پل توسط او به این سبک طراحی شده‌است.
- در ایالات متحده این سبک در شهر نیویورک بیشتر دیده می‌شود.[۱] زیرا در گذشته یک دستورالعمل منطقه‌بندی معماران را مجبور می‌کرد سایه ساختمان‌ها را در سطح خیابان با استفاده از عقب‌نشینی کاهش دهند، و در نتیجه یک نمای زیگوراتی شکل ایجاد می‌شد.[۲] گنبد کاخ کنگره آمریکا در واشینگتن دی سی نیز به کیک عروسی تشبیه شده‌است.
- در روسیه، سبک کیک عروسی یکی از ویژگی‌های معماری استالینیستی است.